# Игерсхајм
Игерсхајм (њем. Igersheim) општина је у њемачкој савезној држави Баден-Виртемберг. Једно је од 18 општинских средишта округа Маин-Таубер-Крајс. Према процјени из 2010. у општини је живјело 5.631 становника. Посједује регионалну шифру (AGS) 8128058.

## Географски и демографски подаци
Игерсхајм се налази у савезној држави Баден-Виртемберг у округу Маин-Таубер-Крајс. Општина се налази на надморској висини од 212 метара. Површина општине износи 42,8 km². У самом мјесту је, према процјени из 2010. године, живјело 5.631 становника. Просјечна густина становништва износи 131 становника/km².